# What a Fool Believes
What a Fool Believes ist ein Lied von den Doobie Brothers aus dem Jahr 1979, das von Michael McDonald und Kenny Loggins geschrieben wurde. Es erschien auf dem Album Minute by Minute und für die Produktion war Ted Templeman verantwortlich.

## Geschichte
What a Fool Believes handelt von einem Mann, der sich mit seiner Exfreundin wiedervereinigt und später die Sinnlosigkeit des Unterfangens erkennt. Gerüchten zufolge soll Michael Jackson den Hintergrundgesang beigesteuert haben, aber dies wurde von der Band entkräftet und bestritten.
Die Veröffentlichung war am 19. Januar 1979, in den Vereinigten Staaten und Kanada wurde die Softrock-Nummer ein Nummer-eins-Hit. What a Fool Believes ist einer der wenigen Nummer-eins-Hits des Jahres 1979 in den Billboard Hot 100, der nicht dem Disco-Genre zuzuordnen ist. Bei den Grammy Awards 1980 wurde das Lied in den Kategorien Single des Jahres und Song des Jahres ausgezeichnet. Im Videospiel Grand Theft Auto V hört man das Lied in der Radiostation Los Santos Rock Radio.

## Kommerzieller Erfolg

### Chartplatzierungen
| ChartsChartplatzierungen       | Höchstplatzierung | Wochen |
| ------------------------------ | ----------------- | ------ |
| Vereinigte Staaten (Billboard) | 1 (20 Wo.)        | 20     |
| Vereinigtes Königreich (OCC)   | 31 (14 Wo.)       | 14     |

| ChartsJahrescharts (1979)      | Platzierung |
| ------------------------------ | ----------- |
| Vereinigte Staaten (Billboard) | 19          |

### Auszeichnungen für Musikverkäufe
| Land/Region                  | Auszeichnungen für Musikverkäufe (Land/Region, Auszeichnung, Verkäufe) | Verkäufe  |
| ---------------------------- | ---------------------------------------------------------------------- | --------- |
| Neuseeland (RMNZ)            | 2× Platin                                                              | 60.000    |
| Vereinigte Staaten (RIAA)    | Gold                                                                   | 1.000.000 |
| Vereinigtes Königreich (BPI) | Gold                                                                   | 400.000   |
| Insgesamt                    | 2× Gold · 2× Platin ·                                                  | 1.460.000 |

## Coverversionen
- 1979: Kenny Loggins
- 1980: Aretha Franklin
- 1986: Michael McDonald
- 1991: Matt Bianco
- 1996: Ten Sharp
- 1998: M People
- 2007: Carol Welsman
- 2007: Max Mutzke